# Eduard Moritz von Hübel

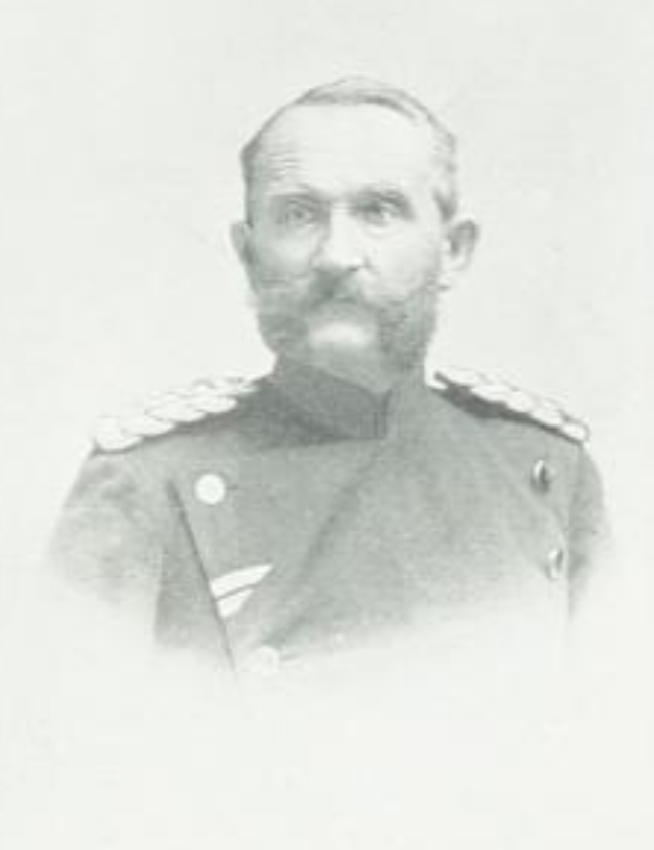
Eduard Moritz von Hübel

Eduard Moritz Hübel, seit 1891 von Hübel (* 19. Juni 1834 in Dresden; † 4. November 1899 ebenda) war ein sächsischer Generalmajor.

## Leben

### Herkunft
Eduard Moritz war ein Sohn des sächsischen Wirklichen Geheimen Rats im Kultusministerium Gustav Ludwig Hübel (1800–1881) und dessen Ehefrau Pauline, geborene Möhnert (1809–1835). Sein älterer Bruder Gustav Friedrich Hübel (1828–1883) war Herr auf Sachsendorf und Kreishauptmann von Zwickau.

### Militärkarriere
Hübel besuchte ab 1851 das Kadettenhaus in Dresden und wurde 1854 als Portepeejunker dem 1. Reiter-Regiment „vac. Prinz Ernst“ der Sächsischen Armee in Freiberg überwiesen, wo schon bald seine Beförderung zum Leutnant erfolgte. Er wurde die nächsten Jahre weiterhin im Regiment verwendet und im Oktober 1862 zum Oberleutnant befördert. Nach einer Verwendung als Adjutant bei der 2. Reiter-Brigade wurde er 1865 in die taktische Abteilung des sächsischen Generalstabes kommandiert. Er erlebte in dieser Eigenschaft im Jahr darauf den Krieg gegen Preußen und wurde nach der Niederlage des Königreich Sachsen und der Neuorganisierung der Armee im März 1867 Rittmeister und Chef der 2. Eskadron beim 1. Ulanen-Regiment Nr. 17 in Roßwein. Während des Krieges gegen Frankreich nahm Hübel 1870/71 am Gefecht bei Beaumont und der Einschließung von Paris teil. Dafür erhielt er das Ritterkreuz des Zivilverdienstordens mit Kriegsdekoration und das Eiserne Kreuz II. Klasse.
Nach Kriegsende wurde er 1873 Major und etatmäßigen Stabsoffizier im 3. Reiter-Regiment in Borna. 1876 wurde er mit der Führung des Regiments beauftragt und nach Beförderung zum Oberstleutnant im Februar 1878 als Regimentskommandeur bestätigt. Hübel stieg in dieser Eigenschaft am 1. April 1881 zum Oberst auf. Unter Stellung à la suite seines Regiments beauftragte man ihn am 23. November 1883 zunächst mit der Führung der 1. Kavallerie-Brigade Nr. 23 in Dresden. Am 20. September 1884 erfolgte seine Ernennung zum Kommandeur dieser Brigade sowie am 14. Januar 1887 seine Beförderung zum Generalmajor. In Genehmigung seines Abschiedsgesuches wurde Hübel mit der gesetzlichen Pension und der Berechtigung zum Tragen seiner Uniform unter Verleihung des Komtur I. Klasse des Albrechts-Ordens am 31. März 1889 zur Disposition gestellt.
Nach seiner Verabschiedung erhob ihn König Albert am 7. Februar 1891 in den erblichen sächsischen Adelsstand.
Er wurde auf dem inneren Neustädter Friedhof begraben.

### Familie
Hübel hatte sich am 31. März 1875 in Zwickau mit Luise Fischer (* 1846) verheiratet. Aus der Ehe ging 1876 die Tochter Emma hervor.